# 최수호 (가수)
최수호(본명: 최은찬, 2002년 7월 1일 ~ )은 대한민국의 가수이다.

## 개요
대한민국의 트로트 가수. 원래는 국악을 했다. 2022년 TV CHOSUN의 오디션 프로그램인 미스터트롯2 - 새로운 전설의 시작에 참가했다.

## 생애
본명은 '최은찬'이다. 미스터트롯2를 시작하기 전 새로운 마음가짐을 갖기 위해 활동명을 짓게 되었고, 그 이름 바로 '최수호' 라고 한다.
SBS 놀라운 대회 스타킹에서 처음 출연하였다.
KBS 트롯 전국체전에서 참가하였다.

## 출연작

### 방송
- 스타킹 (2013)
- 트롯 전국체전 (2020)
- 미스터트롯2 - 새로운 전설의 시작 (2022-2023) - Top7(5위)
- 트랄랄라 브라더스 (2023)
- 미스터로또 (2023)
- 좋은 아침 (2023)
- 화요일은 밤이 좋아 (2023 ~ 2024) 미스&미스터 출연
- 미스쓰리랑 (2024) 게스트
- 산따라 물따라 딴따라 (2024)
- 현역가왕2 (2024 ~ 2025) - 6위

## 음반
- 조선의 남자